# Passiflora punctata
Passiflora punctata is een van de 24 passiebloemen die door Carl Linnaeus werd vermeld in zijn Species plantarum uit 1753. Het is een klimplant met opvallende bladeren en minder opvallende, maar geurige bloemen.
De stengels zijn driehoekig, onbehaard en gegroefd. In de bladoksels ontspringen ranken die daar worden geflankeerd door steunblaadjes. De bladstelen zijn tot 9 cm lang. De afwisselend geplaatste bladeren zijn tweelobbig of ondiep drielobbig, dun, vliezig, gaafrandig en tot 6,6 × 17,5 cm groot . De bladeren zijn aan de bovenkant groen en bedekt met bleekgroene nectarklieren langs de nerven, wat de bladeren een gevlekt uiterlijk geeft. De onderkant van de bladeren is paars-violet.
De tot 8 cm lange bloemstelen staan solitair of in paren in de bladoksels. De bloemen zijn crèmewit en paars van kleur en 2,5–4,5 cm breed. Ze verspreiden gedurende de ochtenduren een aangename fruitige geur die kan worden waargenomen als men dicht bij de bloemen komt. De kelkbladeren zijn groenachtig wit aan de buitenkant, wit aan de binnenkant met vaak een paarse zweem bij de randen en tot 2,2 × 1 cm groot. De kroonbladeren zijn crèmewit met vaak paarse randen en tot 1,2 × 0,6 cm groot. De corona bestaat uit twee rijen. De buitenste rij is 0,7–1 cm lang, wit aan de basis, daarboven paarsachtig tot de helft en daarboven crèmegeel. De binnenste rij is circa 0,5 cm lang en paarsachtig. In het midden van de corona ontspringt de androgynofoor. De vruchten zijn bolvormig tot eivormig, tot 2 cm lang en worden rijp zwart.
Passiflora punctata komt van nature voor in Panama, Colombia, Ecuador, Peru en Bolivia, waar hij voorkomt van zeeniveau tot op hoogtes van 1500 m. Op Santa Cruz (een eiland van de Galápagoseilanden) is Passiflora colinvauxii  endemisch, de passiebloem die het nauwst verwant is aan Passiflora punctata.
Passiflora punctata kan in Europa in de gematigde kas of in de vensterbank worden overwinterd. In de zomer kan de plant buiten worden gezet. Hij kan vermeerderd worden door zaaien of stekken.
... · 
P. alata · 
P. aurantia · 
P. biflora · 
P. caerulea (Blauwe passiebloem) · 
P. citrina · 
P. coccinea · 
P. coriacea · 
P. edmundoi · 
P. edulis · 
P. edulis forma edulis · 
P. edulis forma flavicarpa · 
P. foetida · 
P. gibertii · 
P. herbertiana · 
P. incarnata · 
P. jorullensis · 
P. kermesina · 
P. laurifolia · 
P. ligularis · 
P. lindeniana · 
P. loefgrenii · 
P. lutea · 
P. morifolia · 
P. murucuja · 
P. organensis · 
P. picturata · 
P. punctata · 
P. quadrangularis · 
P. racemosa · 
P. rubra · 
P. serratifolia · 
P. suberosa · 
P. subpeltata · 
P. tarminiana · 
P. tulae · 
P. vitifolia · 
P. xishuangbannaensis · 
P. yucatanensis · 
...